# 青森県の図書館一覧

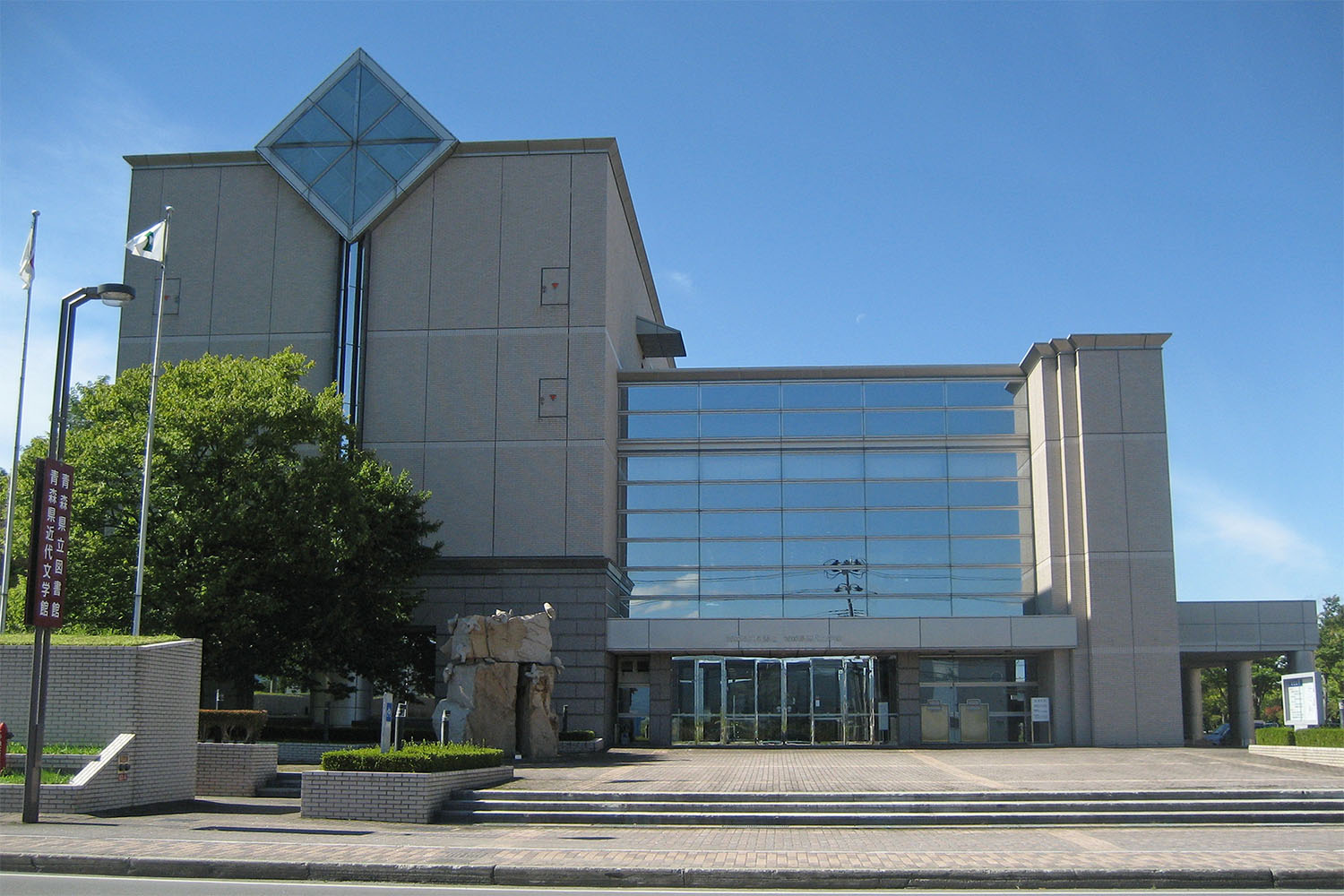
青森県立図書館

青森県の図書館一覧（あおもりけんのとしょかんいちらん）とは、青森県にある図書館・図書室を市部・郡部別にまとめたものである（学校図書館を除く）。2017年現在、青森県内の市町村の図書館設置率は57.5%である。

## 市部
- 青森市
  - 青森県立図書館
  - 青森市民図書館
    - 青森市浪岡中央公民館図書室

  - 青森公立大学図書館
- 弘前市
  - 弘前市立図書館
    - 弘前市立弘前図書館
    - 弘前市立岩木図書館
    - 相馬ライブラリー
    - こども絵本の森

  - 弘前大学附属図書館
  - 弘前学院大学附属図書館
  - 弘前医療福祉大学綜合図書館
- 八戸市
  - 八戸市立図書館
    - 八戸市立南郷図書館
    - 八戸市図書情報センター

  - 八戸工業大学図書館
  - 八戸大学・八戸短期大学図書館
  - 八戸工業高等専門学校図書館
- 十和田市
  - 十和田市民図書館
  - 北里大学獣医学部図書館
- 三沢市
  - 三沢市立図書館
- むつ市
  - むつ市立図書館
    - 川内分館
    - 大畑分館
    - 野沢分館
- 五所川原市
  - 五所川原市立図書館
    - 伊藤忠吉記念図書館
    - 市浦分館（五所川原市役所市浦支所内）
- 黒石市
  - 黒石市立図書館
- つがる市
  - つがる市立図書館（イオンモールつがる柏別館に設置）
  - つがる市生涯学習交流センター「松の館」
    - つがる市森田公民館図書室
    - つがる市柏公民館図書室
    - つがる市稲垣公民館図書室
    - つがる市牛潟公民館図書室
- 平川市
  - 平川市図書館
    - 平賀図書館
    - 尾上図書館

  - 平川市碇ヶ関公民館図書室

## 郡部
- 東津軽郡
  - 平内町
    - 平内町立図書館

  - 今別町
    - 今別町中央公民館図書室

  - 蓬田村
    - 蓬田村ふるさと総合センター

  - 外ヶ浜町
    - 外ヶ浜町中央公民館図書室
    - 外ヶ浜町平舘公民館図書室
    - 外ヶ浜町保健センター図書室
    - 外ヶ浜町三厩公民館図書室
- 西津軽郡
  - 鰺ヶ沢町
    - 日本海拠点館あじがさわ

  - 深浦町
    - 「太宰の宿」ふかうら文学館
    - 深浦町岩崎公民館図書室
- 中津軽郡
  - 西目屋村
    - 西目屋村中央公民館図書室
- 南津軽郡
  - 藤崎町
    - 藤崎町図書館大夢
    - 常磐生涯学習文化会館図書室

  - 大鰐町
    - 大鰐町中央公民館図書室

  - 田舎館村
    - 田舎館村中央公民館図書室
- 北津軽郡
  - 板柳町
    - 板柳町民図書館

  - 鶴田町
    - 鶴田町公民館図書室

  - 中泊町
    - 中泊町図書館
    - 中泊町日本海漁火センター図書室
- 上北郡
  - 野辺地町
    - 野辺地町立図書館

  - 七戸町
    - 七戸中央図書館
    - 七戸中央公民館図書室

  - 六戸町
    - 六戸町立図書館

  - 横浜町
    - 横浜町民図書館

  - 東北町
    - 東北町立図書館
      - 乙供分室

  - 六ヶ所村
    - 六ヶ所村民図書館
      - 中央公民館分館
      - 泊地区公民館分館
      - 千歳平地区公民館分館

  - おいらせ町
    - おいらせ町立図書館
    - おいらせ町立中央公民館図書室
- 下北郡
  - 大間町
    - 大間町立公民館図書室
    - 北通り総合文化センター「ウイング」

  - 東通村
    - 東通村教育委員会図書室

  - 風間浦村
    - 風間浦村中央公民館図書室

  - 佐井村
    - 佐井村中央公民館図書室
- 三戸郡
  - 三戸町
    - 三戸町立図書館

  - 五戸町
    - 五戸町図書館

  - 田子町
    - 田子町立図書館

  - 南部町
    - 南部町立中央公民館図書室
    - 南部町立福地公民館図書室

  - 階上町
    - 階上町道仏公民館図書室

  - 新郷村
    - 新郷村役場山村開発センター図書室

## 青森県内図書館共通利用券
青森県には「青森県内図書館共通利用券」というものがあり、これを持っていれば、青森県内にある図書館・公民館図書室のどこでも、貸出などのサービスを受けることができる。ただし、リクエストや図書館間相互貸借など、一部のサービスは各館の貸出券がないと利用できない。
共通利用券は、作成を希望する人が居住・通勤・通学する市町村の図書館・公民館図書室または青森県立図書館に申し込むことで作成でき、3年間有効である。貸出冊数・貸出期間等は各館の規定に準じる。
共通利用券の制度は、「図書館網確立事業」の一環で、青森県図書館連絡協議会が1983年度総会の場で普及活用の方針を採択したものである。むつ市立図書館が2000年に下北地方1町3村の住民の貸出利用を可能としたのをはじめ、上十三・十和田湖広域定住自立圏の9市町村が2014年から相互に貸出券を発行できるようにするなど、共通利用券によらない広域利用が広がりつつある。